# Hrebenîkî, Nova Odesa
Hrebenîkî (în ucraineană Гребеники) este o comună în raionul Nova Odesa, regiunea Mîkolaiiv, Ucraina, formată numai din satul de reședință.

## Demografie
Componența lingvistică a comunei Hrebenîkî
     Ucraineană (95,85%)
     Rusă (3,11%)
     Alte limbi (0,78%)
Conform recensământului din 2001, majoritatea populației comunei Hrebenîkî era vorbitoare de ucraineană (95,85%), existând în minoritate și vorbitori de rusă (3,11%).